# Zabudowania Fabryki Wyrobów Metalowych „Metalik” w Warszawie

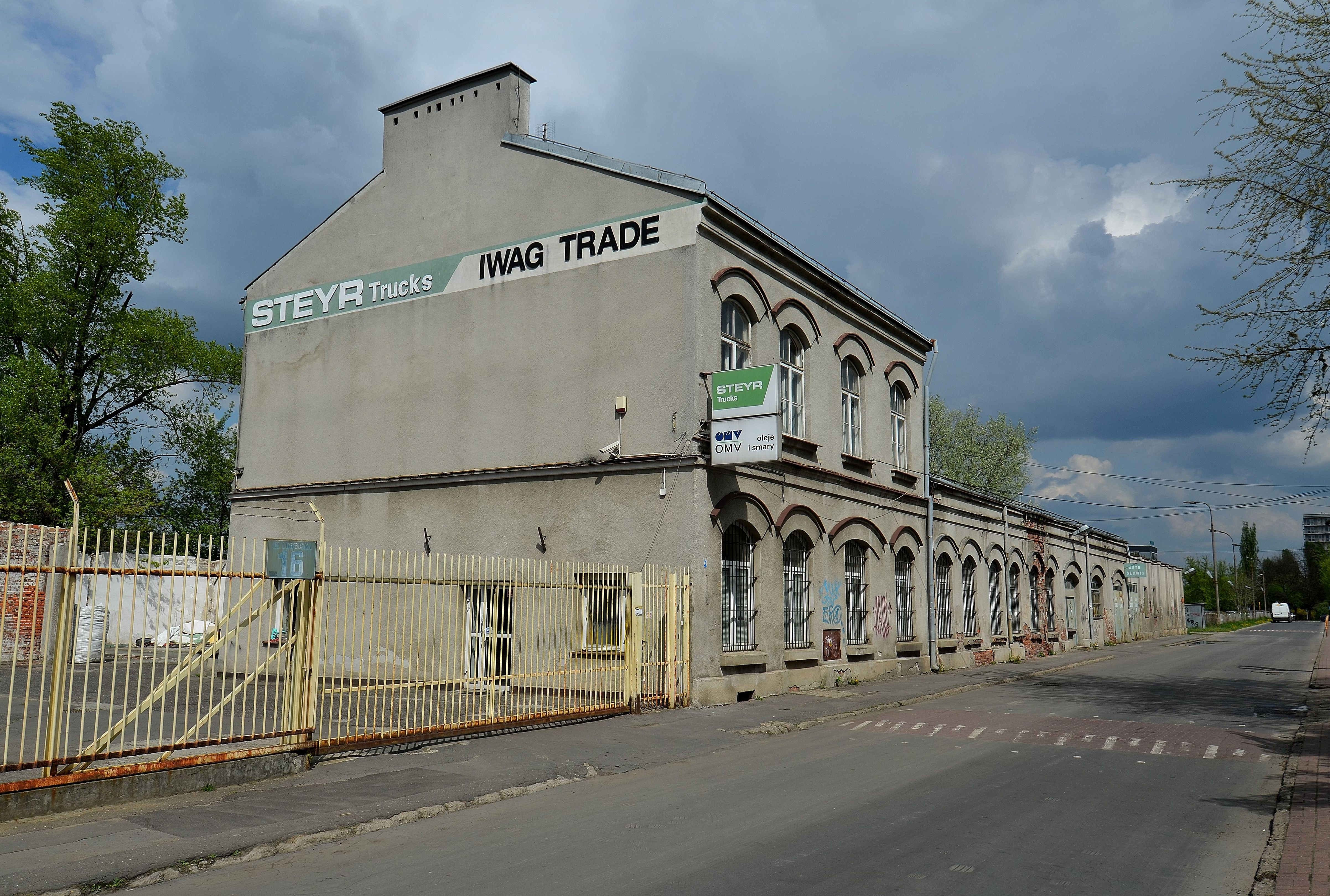
Zabudowania dawnej fabryki, widok od strony ul. Berka Joselewicza

Fabryka Wyrobów Metalowych „Metalik” Józefa Rosenthala, także Garbarnia Braci Lejzerowicz – zabytkowe zabudowania pofabryczne zlokalizowane przy ulicy Lubelskiej 16 w warszawskiej dzielnicy Praga-Południe.

## Historia
Hala fabryczna od strony ul. Berka Joselewicza powstała ok. 1904. Najpierw znajdowała się tam fabryka Józefa Rosenthala. Funkcją pierwotną miała być produkcja (głównie zawiasy). Od 1910 Paweł Moszkowski produkował tam białą blachę.
W 1919 zakład został kupiony przez rodzinę Lejzerowiczów, która zmieniając całkowicie profil działalności otworzyła w nim garbarnię. Zakład zatrudniał 30 osób. Wojnę przetrwał jeden budynek, który w 1947 został przekształcony na warsztat samochodowy i magazyn, a po nacjonalizacji – zakład naprawczy Polmozbytu. Funkcję warsztatu samochodowego budynek pełni do dzisiaj.

## Opis
Budynek produkcyjny składa się z dwóch segmentów. Pierwszy z nich, parterowy, liczący trzynaście osi jest obecnie otynkowany i częściowo nadbudowany. Okna o typowym dla architektury przemysłowej szprosowaniu zamknięte są łukiem odcinkowym, natomiast na trzech ostatnich osiach ulokowane są przejazdy bramne, z których tylko jeden pełni dziś swoją funkcję.
Drugi segment, również parterowy i pierwotnie posiadający ceglane elewacje, otrzymał okna ulokowane pomiędzy lizenami dzielącymi go na sześć przęseł. Jest to budynek murowany. Początkowo posiadał ceglane elewacje obecnie otynkowane. Stan zachowania dobry: wtórne tynki zewnętrzne, małe ubytki tynków wewnętrznych małe stropy, niekompletna stolarka i ślusarka pierwotna.
W styczniu 1997 obiekt został wpisany do rejestru zabytków.